# بارا کانتالیا
بارا کانتالیا (به لاتین: Bara Kanthalia) یک منطقهٔ مسکونی در بنگلادش است که در استان باریسال واقع شده‌است. بارا کانتالیا ۱٬۸۰۴ نفر جمعیت دارد.